# Black Reel Awards
Il Black Reel Awards è una cerimonia annuale di premiazione statunitense ospitata dalla Foundation for the Augmentation of African-American in Film (FAAAF) per riconoscere l'eccellenza degli afroamericani, nonché i risultati cinematografici della diaspora africana, nell'industria del cinema globale, come stabilito in base alle votazioni dei membri della Fondazione stessa. Ai vincitori delle varie categorie viene assegnata una statuetta, ufficialmente denominata Black Reel Award. I premi, assegnati per la prima volta nel 2000 a Washington, DC, sono supervisionati dalla FAAAF.
La cerimonia di premiazione si è inizialmente svolta online durante i suoi primi due anni, mentre il primo spettacolo dal vivo ha avuto luogo nel 2002. Dal 2014 l’evento viene trasmesso anche alla radio. Il Black Reel Awards è la più antica cerimonia di premiazione cinematografica riservata agli afro-americani.
La cerimonia del 20° Black Reel Awards si è tenuta il 6 febbraio del 2020.

## Storia
Ideata dai critici cinematografici Tim Gordon e Sabrina McNeal nel 2000, la prima presentazione annuale dei Black Reel Awards si è tenuta il 16 febbraio del 2000 per gentile concessione di Reel Images Magazine. Due anni dopo, il terzo Black Reel Awards annuale si è svolto per la prima volta dal vivo in una cena privata presso il Cada Vez di Washington, DC, con un pubblico di circa 150 persone.
Negli anni successivi, i Black Reel Awards sono stati in gran parte assegnati nella capitale, fatta eccezione di un anno solo in cui i premi sono stati dati a New York.
I Black Reel Awards hanno il sostegno della Foundation for the Advancement of African-Americans in Film (FAAAF), un'organizzazione artistica senza scopo di lucro la cui missione è quella di fornire opportunità educative ai futuri dirigenti del cinema appartenenti a delle minoranze. Attraverso i programmi FAAAF "Reel Kids" e "Producer's Institute", borse di studio vengono assegnate a studenti delle scuole medie e medie inferiori e superiori che perseguono carriere nell'industria cinematografica e televisiva.
Nel 2015, la Fondazione ha cambiato il suo nome in The Foundation for the Augmentation of African-American in Film.
Il primo premio nella categoria migliore attore è stato assegnato a Denzel Washington per la sua interpretazione in The Hurricane. Successivamente l’attore ha ricevuto lo stesso riconoscimento nei successivi due anni, per le sue interpretazioni in Remember the Titans and Training Day.
Alla terza cerimonia annuale dei Black Reel Awards, tenutasi il 16 febbraio 2002, è stata introdotta la categoria Miglior film straniero.
Il 6° Black Reel Awards annuale, tenutosi nel 2005, ha assegnato il primo Vanguard Award per l'intrattenitore dell'anno a Jamie Foxx per le sue esibizioni in Collateral, Redemption: The Stan Tookie Williams Story e Ray.
Ciascuna delle cerimonie si conclude con il Black Reel Award per il miglior film.

## I premi

### Categorie principali
- Miglior film: dal 2000
- Migliore attore: dal 2000
- Migliore attrice: dal 2000
- Miglior regista: dal 2000
- Migliore attore non protagonista: dal 2000
- Migliore attrice non protagonista: dal 2000
- Miglior sceneggiatura, adattata o originale: dal 2000
- Miglior cast: dal 2006
- Miglior Documentario: dal 2010
- Miglior film straniero: dal 2012
- Miglior World Cinema Film: dal 2017
- Miglior colonna sonora originale: dal 2011
- Canzone originale Miglior: dal 2001
- Miglior performance vocale: dal 2013

### Categorie indipendenti e nuove generazioni
- Miglior film indipendente: dal 2002
- Miglior documentario indipendente: dal 2010
- Miglior cortometraggio indipendente: dal 2010
- Migliore esordio: dal 2003
- Miglior regista emergente: dal 2017
- Miglior sceneggiatore esordiente: dal 2017

### Categorie televisive
- Miglior film televisivo o serie tv: dal 2000
- Miglior regista di un film TV o di una serie televisiva: dal 2000
- Miglior attore in un film TV o serie televisiva: dal 2000
- Miglior attrice in un film TV o serie televisiva: dal 2000
- Miglior attore non protagonista in un film TV o serie televisiva: dal 2000
- Miglior attrice non protagonista in un film TV o in serie televisiva: dal 2000
- Miglior sceneggiatura di un film TV o serie televisiva: dal 2000
- Miglior documentario TV o speciale: dal 2015

### Categorie fuori produzione
- Miglior attore drammatico: solo nel 2005
- Miglior attrice, musical o commedia: solo nel 2005
- Miglior attore non protagonista, drammatico: solo nel 2005
- Miglior attrice non protagonista, musical o commedia: solo nel 2005
- Miglior film drammatico: solo nel 2005
- Miglior film, musical o commedia: solo 2005
- Miglior Poster: 2001-2002
- Miglior colonna sonora originale: 2000-2009
- Miglior attore (film indipendente): 2002-2005
- Miglior attrice (film indipendente): dal 2003 al 2005
- Miglior programma televisivo originale: 2001-2005